# PLEASE SMILE AGAIN
「PLEASE SMILE AGAIN」（プリーズ・スマイル・アゲイン）は、日本の元女性歌手、安室奈美恵の単独名義では18枚目のシングル。小室哲哉プロデュースによる楽曲である。

## 概要
- 前作から約3ヶ月ぶりのシングル。
- 安室本人が小室哲哉に「ロックな曲が歌いたい!!」と直訴して作ってもらった。
- PLEASE SMILE AGAINは明治製菓「Fran」CMソングであるが、CMで流れていたバージョンとアレンジが多少異なる。このCMには安室本人も出演しており、撮影はフランスのパリで行われた[1]。
- PVではGO-BANG'Sの元メンバーの斉藤光子がドラムを演奏している。

## 収録曲
作詞・作曲・編曲：小室哲哉
1. PLEASE SMILE AGAIN (TK original mix) [4:43]
明治製菓「Fran」CMソング
2. CROSS OVER (TK original mix) [4:42]
ツーカーホン関西CMソング
3. PLEASE SMILE AGAIN (Jamaster A Mix) [6:33]
4. PLEASE SMILE AGAIN (tv mix) [4:43]
5. PLEASE SMILE AGAIN (acappella) [4:35]

## 収録アルバム
- PLEASE SMILE AGAIN
  - オリジナル『break the rules』(Album Mix)
  - ベスト『LOVE ENHANCED ♥ single collection』(new mix)
    - リアレンジで収録。

- CROSS OVER
  - オリジナル『break the rules』(Album Mix)